# قرار مجلس الأمن التابع للأمم المتحدة رقم 854
قرار مجلس الأمن التابع للأمم المتحدة رقم 854، الذي تم تبنيه بالإجماع في 6 أغسطس 1993، بعد التذكير بالقرار 849 (1993) الذي يتعلق بنشر مراقبين عسكريين إذا تم الالتزام بوقف إطلاق النار بين أبخازيا وجورجيا، أشار المجلس إلى أنه تم التوقيع على وقف إطلاق النار والموافقة علي إرسال 10 مراقبين عسكريين إلى المنطقة لمراقبة تنفيذ وقف إطلاق النار.
وستنتهي ولاية فريق المراقبين العسكريين بعد ثلاثة أشهر، مع اعتقاد المجلس بأن الفريق المتقدم سيُدمج في بعثة مراقبي الأمم المتحدة إذا تم إنشاء هذه البعثة. ومن المتوقع أن يقدم الأمين العام بطرس بطرس غالي تقريرًا عن الإنشاء المقترح لبعثة مراقبة، بما في ذلك تكاليفها المالية والإطار الزمني والنتيجة المتوقعة للعملية. تأسست بعثة مراقبي الأمم المتحدة في جورجيا بموجب القرار رقم 858.

## روابط خارجية
- نص القرار في undocs.org